# Pontey
Pontey (arpità Pontely) és un municipi italià, situat a la regió de Vall d'Aosta. L'any 2007 tenia 780 habitants. Limita amb els municipis de Chambave, Champdepraz, Châtillon i Saint-Denis.

## Administració

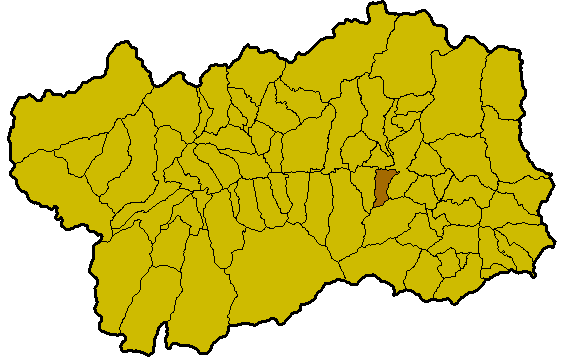
Situació de Pontey a la Vall

| Període | Identitat    | Partit        |
| ------- | ------------ | ------------- |
| 2005-   | Rudy Tillier | Llista cívica |